# Hällbybrunn
Hällbybrunn is een plaats in de gemeente Eskilstuna in het landschap Södermanland en de provincie Södermanlands län in Zweden. De plaats heeft 3374 inwoners (2005) en een oppervlakte van 266 hectare.